# やさしさの種子
『やさしさの種子』（やさしさのたね）は、岩男潤子の9枚目のミニ・アルバム。2013年7月7日にJ.Islandから発売された。

## 概要
アニメ『カードキャプターさくら』の大道寺知世のキャラクターソング3曲を、それぞれ2パターンずつ異なるアレンジと歌声で収録した6曲入りミニ・アルバム。1枚のCDではあるが、【TOMOYO SIDE】では大道寺知世の声、【JUNKO SIDE】では本人の声で歌われ、全ての曲で違うアレンジをされている。
ジャケットは原作者CLAMPによる描きおろし（表：大道寺知世・内側：岩男+手のひらサイズの大道寺知世）。
ピアノは宮本貴奈が担当している。

## 収録曲
TOMOYO SIDE
1. やさしさの種子
2. 友へ
3. 夜の歌

JUNKO SIDE
1.  やさしさの種子
2. 友へ
3. 夜の歌